# Ogun (rzeka)
Ogun – rzeka w zachodniej Nigerii. Wypływa w pobliżu Abeokuty, a jej ujście jest zlokalizowane w Zatoce Gwinejskiej. Od jej nazwy wzięło się określenie stan Ogun. Jej patronem jest Ogun, a według lokalnych wierzeń rzeka leczy bezpłodność.